# 384533 Tenerelli
384533 Tenerelli este o planetă minoră (asteroid), cu un diametru de 3,723 km, din centura de asteroizi. A fost descoperită pe 23 februarie 2010 la Wide-field Infrared Survey Explorer⁠(d) de Wide-field Infrared Survey Explorer⁠(d). 
Obiectul prezintă o orbită caracterizată de o semiaxă mare de 3,0691279973345 UAi, o excentricitate de 0,11, o înclinație de 6,7 ° în raport cu ecliptica.